# Braindead
Braindead (alternativ titel: Dead Alive), är en nyzeeländsk skräckfilm/splatter/komedi från 1992, regi av Peter Jackson, filmmanus av Stephen Sinclair, Frances Walsh och Peter Jackson.

## Handling
Filmen handlar om Lionel vars mor blir biten av en råttapa på zoo då hon av avundsjuka följt efter Lionel och hans flickvän Paquita. Sedan dröjer det inte länge innan modern har förvandlats till en zombie. Lionel försöker först dölja det skedda men i takt med att allt fler människor blir infekterade av zombiesjukdomen blir detta allt svårare. Paquita övertalar honom att avliva zombierna som han försökt gömma i källaren men giftet han använder visar sig vara ett djurstimulerande medel som gör dem ännu mer hyperaktiva istället. Till slut tvingas han utplåna alla zombierna inklusive sin mor i en hysterisk final där blodet bokstavligen sprutar som har gått till historien som den blodigaste scenen genom tiderna.

## Rollista (i urval)
| Timothy Balme   | – Lionel Cosgrove         |
| Diana Peñalver  | – Paquita Maria Sanchez   |
| Elizabeth Moody | – Mamma(Vera Cosgrove)    |
| Ian Watkin      | – Farbor Les              |
| Brenda Kendall  | – Sjuksköterskan McTavish |
| Stuart Devenie  | – Fader McGruder          |
| Jed Brophy      | – Void                    |